# ثابت لوشميت

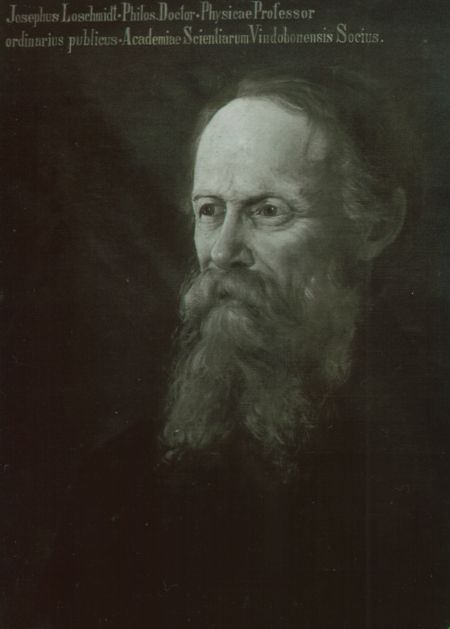

ثابت لوشميت أو عدد لوشميت (الرمز: n0) هو عدد الجسيمات (الذرات أو الجزيئات) للغاز المثالي في حجم معين (كثافة العدد). يتم اقتباسها عادةً عند (درجة الحرارة والضغط القياسيين)، والقيمة الموصى بها للجنة بيانات العلوم والتقنية لعام 2014 هي 2.6867811(15)×1025 لكل متر مكعب عند 0 درجة مئوية و1 atm، وكانت قيمة لجنة بيانات العلوم والتقنية الموصى بها لعام 2006 هي 2.686 7774(47)×1025 لكل متر مكعب عند 0 درجة مئوية و1 atm. تمت تسميته على اسم الفيزيائي النمساوي يوهان جوزيف لوشميت، الذي كان أول من قدر الحجم الفيزيائي للجزيئات في عام 1865. يستخدم مصطلح «ثابت لوشميت» أحيانًا للإشارة إلى ثابت أفوجادرو، لا سيما في النصوص الألمانية.
يتم الحصول على ثابت لوشميت من خلال العلاقة:
{\displaystyle n_{0}={\frac {p_{0}}{k_{\rm {B}}T_{0}}}}
حيث p0 هو الضغط، kB هو ثابت بولتزمان وT0 هو درجة الحرارة المطلقة. مرتبطا بثابت أفوجادرو، NA، حيث:
{\displaystyle n_{0}={\frac {p_{0}N_{\rm {A}}}{RT_{0}}}}
حيث R هو ثابت الغازات العام.
لكونه مقياسًا لكثافة العدد، يتم استخدام ثابت لوشميت لتعريف amagat، وهي وحدة عملية لكثافة عدد الغازات والمواد الأخرى:
1 amagat‏ = n0 = 2.6867811×1025 m−3،
بحيث يكون ثابت لوشميت هو بالضبط 1 amagat.